# Rivière Aguanish
Der Rivière Aguanish (auch Aguanus) ist ein 257 km langer Fluss in der regionalen Grafschaftsgemeinde Minganie der Verwaltungsregion Côte-Nord der Provinz Québec in Kanada. 

## Flusslauf
Der Rivière Aguanish hat seinen Ursprung nördlich des Sees Lac Teuaikan. 
Er durchfließt den Lac Teuaikan, fließt anschließend in überwiegend südöstlicher Richtung,
nimmt dabei den linken Nebenfluss Rivière Aguanish Nord auf, wendet sich dann nach Süden und mündet bei Aguanish in den Sankt-Lorenz-Golf. 